# Ludwik Grzemski
Ludwik Grzemski (ur. 7 sierpnia 1907 w Brodnicy, zm. 17 marca 1976 w Brodnicy), polski działacz społeczny, aktywny w Polskim Towarzystwie Turystyczno-Krajoznawczym i Związku Harcerstwa Polskiego.
Większość życia zawodowego związany był z brodnicką Fabryką Konserw Mięsnych, najpierw stanowiącą własność H. B. Moellera, po wojnie upaństwowioną; pracował w niej od 1934 do przejścia na emeryturę w 1973. Przerwę w pracy miał w okresie wojennym: uczestniczył w wojnie obronnej we wrześniu 1939, krótki czas przebywał w niewoli niemieckiej, następnie do 1940 pracował jako robotnik w Brodnicy; w 1940 został aresztowany i zesłany do obozu w Sachsenhausen-Oranienburg, skąd powrócił w 1945.
Do harcerstwa należał od 1924, w latach 1931–1939 był drużynowym XV Drużyny im. św. Stanisława Kostki. Udzielał się jako instruktor żeglarstwa. Po wojnie (1947–1948) pełnił funkcję komendanta Hufca ZHP w Brodnicy. Działał w ruchu sportowym, szczególnie wodniackim, m.in. w klubach Spójnia i Sparta. W latach 1962–1967 był prezesem oddziału PTK w Brodnicy. Organizował liczne spływy kajakowe.
Zmarł 17 marca 1976 w Brodnicy, pochowany został na tamtejszym cmentarzu parafialnym.